# Jalopy
Jalopy — компьютерная игра в жанре симулятор вождения, разработанная MinskWorks и изданная Excalibur Games. Релиз состоялся 28 марта 2018 года.

## Сюжет
Игра рассказывает о персонаже Сплат, и его дяде Лютфи — двух немцах турецкого происхождения.
История начинается в Восточном Берлине, где дядя главного героя решает отправиться в путешествие в Стамбул после падения железного занавеса. Основная задача игры состоит в том, чтобы добраться до города, обслуживая при этом автомобиль Laika (прототипом которого послужил Trabant 601), который часто ломается. Игрок посетит Восточную Германию, Чехословакию, Венгрию, Югославию, Болгарию и Турцию во время своего путешествия. Во всех городах, в которых персонажем предстоит останавливаться, есть магазины, где можно приобрести инструменты для обслуживания автомобиля или продать предметы, найденные в коробках, разбросанных по дороге.
Когда Лютфи засыпает в отеле, игрок может открыть свой портфель и собрать заметки, из которых складывается предыстория. Выясняется, что главный герой и его дядя были отделены от остальной части своей семьи, проживающей в Западном Берлине, почти 30 лет назад, так как находились в Восточной части города в ночь возведения Берлинской стены 12 августа 1961 года. Дядя поддерживал связь с членами семьи, особенно с матерью. Оба родителя умерли до того, как была снесена Берлинская стена. Последним желанием матери стало, чтобы прах её мужа был развеян над Босфором, когда они прибудут в Стамбул. После окончания поездки дядя оставил записку своему племяннику, в которой говорилось о том, чтобы тот позаботился о себе и начал жить полноценной жизнью. После этого игра продолжается. Игрок может повторить поездку, однако Лютфи будет отсутствовать.

## Релиз
Игра была добавлена в Steam Greenlight в феврале 2016 года. Выпуск в ранний доступ в сервисе Steam состоялся 22 апреля 2016 года. Игра вышла из раннего доступа с версией 1.0 28 в марте 2018 года.

## Отзывы критиков
| Сводный рейтинг    | Сводный рейтинг | Сводный рейтинг |
| Издание            | Оценка          | Оценка          |
| Издание            | PC              | Xbox One        |
| ------------------ | --------------- | --------------- |
| Metacritic         | 65/100          | N/A             |
| Иноязычные издания |                 |                 |
| Издание            | Оценка          | Оценка          |
| Издание            | PC              | Xbox One        |
| GameStar           | 81/100          | N/A             |
| OXM                | N/A             | 5/10            |

Jalopy получила средние отзывы, согласно агрегатору рецензий Metacritic. Грэм Смит из Rock, Paper, Shotgun крайне положительно отозвался о проекте, заявив: «Я не могу вспомнить, когда в последний раз я был так впечатлён игрой, о которой почти никто не слышал». Издание Evo отметило, что игра «понравится только определённому типу геймеров». Jalopy будет лучше оценена теми, кто ценит простую структуру и лёгкость в освоении». Журнал Forbes назвал проект «обыденным симулятором с реальной историей и настоящим сердцем», заметив, что он «может быть одновременно чрезвычайно скучным и чрезвычайно захватывающим».
Летом 2018 года, благодаря уязвимости в защите Steam Web API, стало известно, что точное количество пользователей сервиса Steam, которые играли в игру хотя бы один раз, составляет 191 656 человек.